# Lonchocarpus retiferus
Lonchocarpus retiferus är en ärtväxtart som beskrevs av Paul Carpenter Standley och Louis Otho Otto Williams. Lonchocarpus retiferus ingår i släktet Lonchocarpus och familjen ärtväxter. IUCN kategoriserar arten globalt som starkt hotad. Inga underarter finns listade i Catalogue of Life.